# Chant de Prusse orientale
Le Ostpreußenlied [ɔstprɔʏsənliːt] (littéralement Chant de Prusse orientale) est le dernier hymne de la province de Prusse-Orientale.

## Histoire
Au début des années 1930, le compositeur Herbert Brust (de) (1900-1968) écrivit son Oratium der Heimat (en français Oratorio de la Heimat). Le texte des quatre dernières strophes, qui devinrent plus tard le Ostpreußenlied, furent écrites par Erich Hannighofer (de) (1908-porté disparu en 1945).
La chanson eu un grand succès et remplaça rapidement l’ancien hymne.

## Texte
| Allemand                                                                                | Traduction en français                                                                                      |
| --------------------------------------------------------------------------------------- | --- |
| Land der dunklen Wälder und kristall’nen Seen, über weite Felder lichte Wunder geh’n.   | Pays des forêts sombres, et des lacs de cristal, au-dessus de ses large champs scintillent des miracles.    |
| Starke Bauern schreiten hinter Pferd und Pflug, über Ackerbreiten streift der Vogelzug. | De forts paysans marchent derrière cheval et charrue, par-dessus les champs s'envolent au loin les oiseaux. |
| Und die Meere rauschen den Choral der Zeit, Elche steh’n und lauschen in die Ewigkeit.  | Et les mers chantent l'hymne du temps, les élans écoutent attentivement jusqu'à l'éternité.                 |
| Tag ist aufgegangen über Haff und Moor, Licht hat angefangen, steigt im Ost empor.      | Le jour s'est levé sur la lagune et la lande, la lumière apparaît, se levant à l'est.                       |

Une cinquième strophe a été ajoutée après l'exil des Allemands de la province de Prusse-Orientale.
| Heimat, wohlgeborgen zwischen Strand und Strom, blühe heut und morgen unterm Friedensdom. | Ô pays, bien gardé entre plage et torrent, brille aujourd'hui et demain sous la coupole de la paix. |

Cet hymne devint après 1945 l'un des symboles de l'exil de la province de Prusse-Orientale.

## Explication du texte
- "Pays des forêts sombres" : la province de Prusse-Orientale était constituée majoritairement de forêt de conifères.
- "et des lacs de cristal" : plusieurs grands lacs se trouvaient sur le territoire de la province de Prusse-Orientale, notamment aux alentours de Lötzen, l'actuel Giżycko, au Nord-Est de l'actuelle Pologne.
- "De forts paysans marchent, derrière cheval et charrue" : la province de Prusse-Orientale était un territoire à majorité protestante qui prône les valeurs du travail.
- "Et les mers chantent" : la province de Prusse-Orientale se trouvait au bord de la mer Baltique.
- "Les élans écoutent attentivement" : l'élan était un animal très répandu en province de Prusse-Orientale. Il compte parmi les symboles du pays et figure notamment sur l'emblème de l'Association patriotique de Prusse-Orientale, créé en 1948 et toujours active aujourd'hui.
- "sur la lagune et la lande" : la province de Prusse-Orientale longeait la lagune de Courlande et était constituée en grande partie de tourbière et de bruyère (constituant la lande), typiques des côtes de la mer Baltique.
- "la lumière apparaît, se levant à l'est." : la province de Prusse-Orientale était l’extrême oriental de l'Allemagne et donc là où se levait le soleil sur le pays.
- "entre plage et torrent" : le torrent désigne ici la Memel (Nieman en lituanien et russe), principal fleuve de la province de Prusse-Orientale et aussi symbole de la tragique histoire du territoire de Memel durant l'entre-deux-guerres.